# Oxydesmus liber
Oxydesmus liber är en mångfotingart som beskrevs av Carl Graf Attems 1927. Oxydesmus liber ingår i släktet Oxydesmus och familjen Oxydesmidae. Inga underarter finns listade i Catalogue of Life.